# Fanni
Fanni ist ein weiblicher Vorname, der selten auch als Familienname vorkommt. Er ist eine Variante des Vornamens Fanny.

## Varianten
- Fanni, Fannie

## Namensträger
Fanni
- Fanni Fetzer (* 1974), Schweizer Autorin und Kuratorin
- Fanni Friebesz (* 1998), ungarische Handballerin
- Fanni Schneider (* 1996), österreichische Schauspielerin

Fannie
- Fannie Flagg (* 1944), US-amerikanische Autorin und Schauspielerin
- Fannie Hardy Eckstorm (1865–1946), US-amerikanische Schriftstellerin, Ornithologin und Volkskundlerin
- Fannie Lou Hamer (1917–1977), US-amerikanische Bürgerrechtlerin
- Fannie Hurst (1889–1968), US-amerikanische Schriftstellerin

Familienname
- Rod Fanni (* 1981), französischer Fußballspieler

Siehe auch:
- Phanni, Jerusalemer Hohepriester